# Numburghöhle
Die Numburghöhle ist die größte Höhle des Kyffhäusergebietes am Südufer der Talsperre Kelbra am Nordrand des Kyffhäusermassivs bzw. der Windleite östlich von Auleben.
Sie steht bis auf einen kleinen Teil vollständig unter Wasser. Sie war seit 1928 als kleine Höhle bekannt. Durch die massive Senkung des Karstwasserspiegels durch den  Kupferschieferbergbau bei Sangerhausen wurde die Höhle im Oktober 1988 trockengelegt. Danach erfolgte eine Begehung der gesamten Höhle. Riesige Säle und hohe Dome, die sogar die Größe des Großen Domes der Heimkehle übertrafen, wurden entdeckt.
Der Bergbaubetrieb selbst war kaum in der Lage, die anfallenden Wassermassen zu heben. Weitere Probleme gab es mit dem hohen Salzgehalt des Wassers. So musste die Absenkung des Karstwasserspiegels aus Kostengründen eingestellt werden. Die Höhle wurde in nur wenigen Wochen wieder geflutet. Dazu kam, dass Wasser aus dem Kelbraer Stausee in die Höhle durchsickerte.
Der Höhleneingang wurde nach der Flutung verschlossen.